# Racomitrium fastigiatum
Racomitrium fastigiatum là một loài Rêu trong họ Grimmiaceae. Loài này được Wallr. mô tả khoa học đầu tiên năm 1831.